# Tokumoto Shuhei
Shuhei Tokumoto (sinh ngày 12 tháng 9 năm 1995) là một cầu thủ bóng đá người Nhật Bản.

## Sự nghiệp câu lạc bộ
Shuhei Tokumoto đã từng chơi cho FC Ryukyu.